# Svarta januari
Svarta januari (Qara Yanvar på azerbajdzjanska) kallas i Azerbajdzjan händelserna runt natten mellan den 19 och 20 januari 1990, då Sovjetarméns förband fördes in i Baku för att skingra den politiska oppositionens demonstrationer och andra olydnads- och protestaktioner. Under operationens gång dödades över 130 civila, huvudsakligen azerbajdzjaner, medan hundratals andra skadades.  
Proteströrelsen i Azerbajdzjan, likt i andra delrepubliker, tog fart samtidigt som nationalismen och etniska spänningar växte. Den groende självständighetsrörelsen utvecklades mot bakgrund av den då redan pågående konflikten i Nagorno-Karabach, som dock ännu inte hade trätt in i sin väpnade fas. Som grund för att arméns mekaniserade förband gick in under stor brutalitet angavs återställande av allmän ordning samt ingripande i de pågående nationalistiska, våldsamma upploppen mellan armenier och azerbajdzjaner i delrepublikens huvudstad. I själva verket gick dock armén i första hand in  för att rädda kommunistpartiets makt i Azerbajdzjan.
Det brutala övervåldet fick stora konsekvenser för Azerbajdzjans fortsatta existens som delrepublik inom Sovjetunionen. Före januarimassakern var stödet för kommunistpartiet förhållandevis stort i jämförelse med andra transkaukasiska delrepubliker, samtidigt som händelserna den 20 januari innebar att opinionen snabbt och radikalt förändrades i riktningen för självständighet från Moskva. Massakerns offer begravdes högtidligt med massivt folkligt deltagande och medial bevakning. Azerbajdzjanska delrepublikens högsta råd fördömde massakern och tusentals azerbajdzjaner brände offentligt sina partiböcker.   
Skeendet var första gången som centralregeringen i Moskva skickade väpnade styrkor för att slå ner civila protester och kan på så sätt ses som en viktig händelse i förloppet av Sovjetunionens sönderfall.
Den dåvarande sovjetiske ledaren, Sovjetunionens förste och siste president, Michail Gorbatjov fick personligen skulden för civilas död i Azerbadjzjan och har än idag ett dåligt eftermäle där. Årsdagen är en sorgedag i Azerbajdzjan och uppmärksammas och belyses bland annat i statlig tv och radio.

## Bakgrund
Händelserna föregicks av flera år av ökad spänning i och med den gryende konflikten om Nagorno-Karabach mot bakgrund av den pågående Perestrojkan. Michail Gorbatjov utropade 1986 kursen mot glasnost, vilket innebar att alla frågor fick diskuteras fritt och tidigare förbjudna diskurser kunde raskt börja ta form. Detta ledde bland annat till nationalistiska problemformuleringar och som följd därav, sprängfarlig utveckling i den mångetniska Sovjetunionen. 

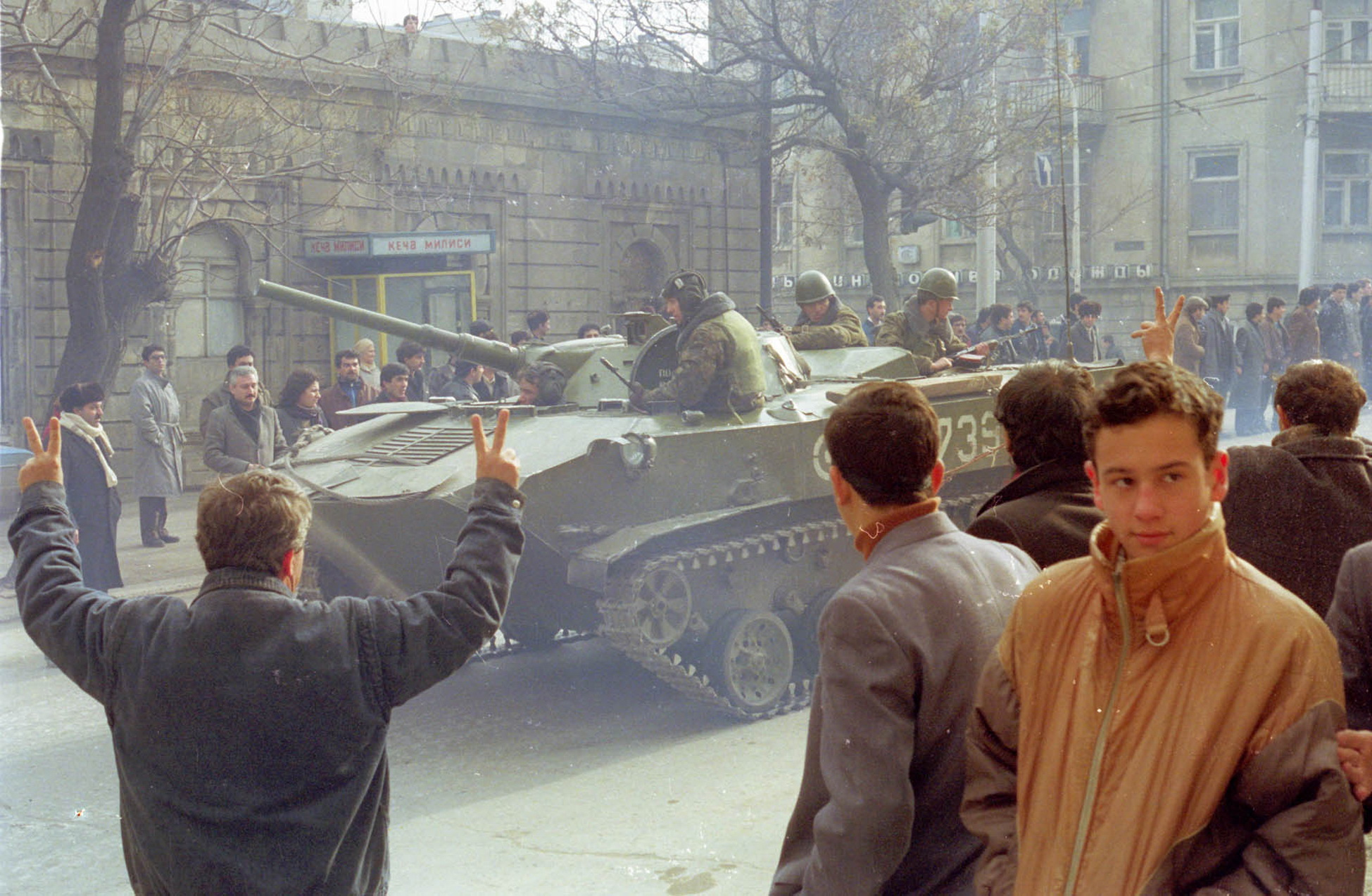
Sovjetarmén i Baku. Januari 1990

Under senare delen av 1980-talet har Karabachs armeniska befolkning eftersträvat områdets övergång från Azerbajdzjans rättsbefogenhet till Armeniens, detta under tiden som båda länderna fortfarande ingick i samma stat och gränserna hade endast administrativ betydelse. Detta väckte starka protester både från azerbajdzanernas sida både i Karabach och i övriga Azerbajdzjan. Azerbajdzjans Folkfront grundades 1989 och blev den ledande oppositionella kraften i landet. Konflikten om Nagorno-Karabachs tillhörighet växte snabbt över till att bli en stridsfråga och förvandla relationerna mellan Azerbajdzjan och Armenien till en etnopolitisk konfrontation med bred folklig uppslutning på bägge sidorna. 
I takt med att en fredlig lösning inte hittades radikaliserades stämningarna och de första våldsutbrotten med upplopp och etniska rensningar gjorde stämningen alltmer hätsk.  Under senhösten 1987 och vintern 1988 skedde etniska rensningar i Armenien, som fick till följd att hela den azerbajdzjanska minoriteten tvingades lämna delrepubliken; azerbajdzjanska flyktingar anlände till Baku och Sumgait, där deras ankomst ledde till upplopp och resulterade i civila armeniers död. Detta sker utan att centralregeringen i Moskva ingriper för att stoppa händelseutvecklingen, utan begränsar sig till att proklamera fördömanden av extremister och vädja till patriotiska och internationalistiska känslor.  
Den oppositionella rörelsen Azerbajdzjans Folkfront började få allt större inflytande i landet under 1989 och Kommunistpartiet tappade mark. Den 13 januari 1990 började protester i Baku mot kommunistpartiets oförmåga att lösa Karabachkonflikten, som urartade till upplopp och våldsbrott. Arméförbanden ingrep inte för att få stopp på våldet. Dessa upplopp fördömdes av Folkfronten som också anklagade regeringen för att medvetet underlåta att ingripa, låta situationen urarta och på så sätt rättfärdiga en större invasion och repressalier, vilket också visade sig stämma en vecka senare.  Det har funnits belägg för att invasionen planerades innan upploppen började.

## Förlopp

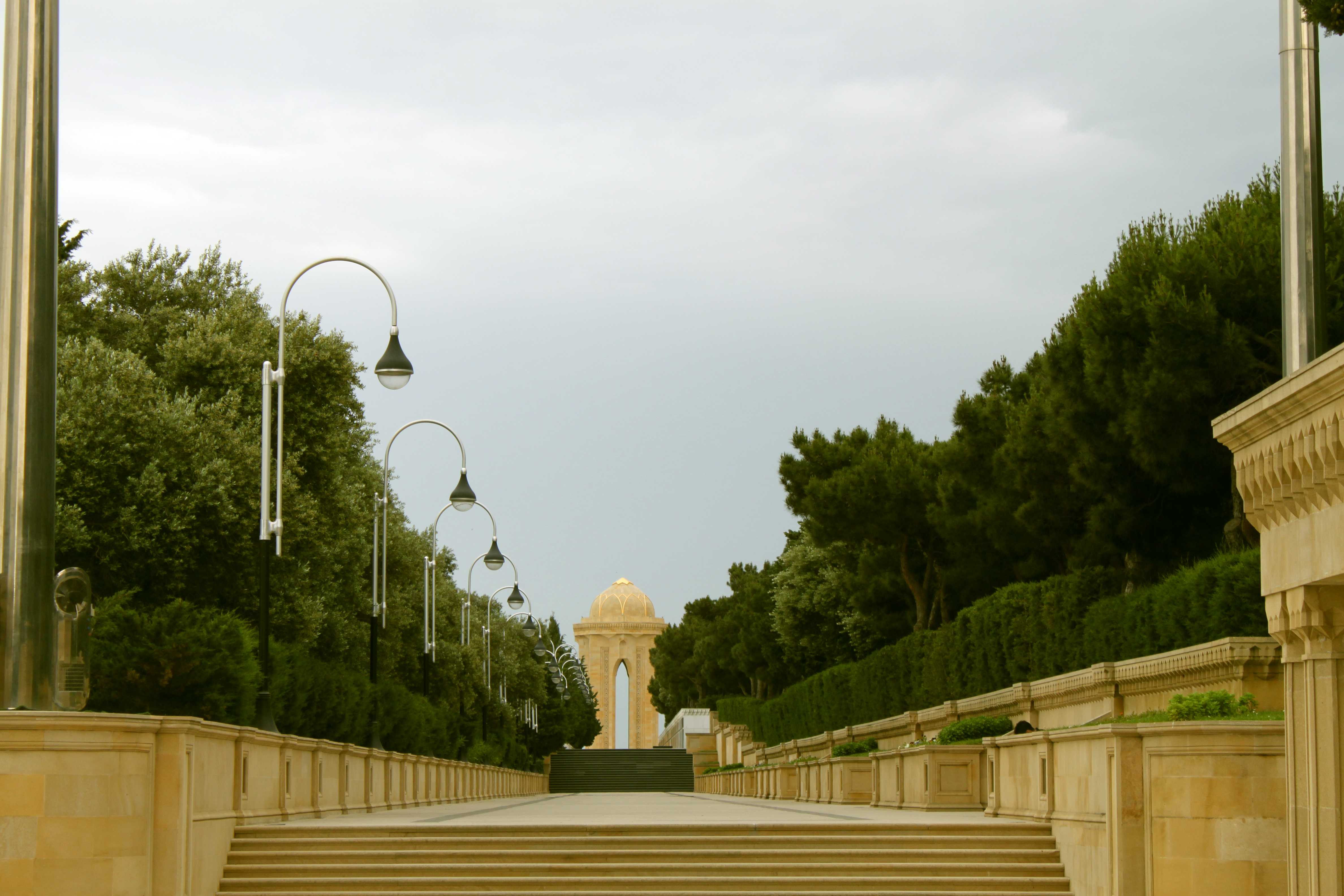
Begravningsplatsen Martyrernas Allé, där massakerns offer jordsattes.

På kvällen den 19 januari förklarades utegångsförbud i Baku, vilket dock inte nådde huvudstadens invånare, då arméstyrkorna hade slagit ut elförsörjningen på tv-stationerna som skulle kabla ut meddelandet till allmänheten. Befolkningen fick alltså reda på utegångsförbudet först efteråt  En arméstyrka som under de föregående dagarna samlades omkring staden och uppgick till 50,000 man, fördes in från tre håll, samtidigt som flottan blockerade Baku från Kaspiska havet. Enstaka angrepp mot arméns bepansrade fordonskolonner förekom och besvarades med eld, dock dog de flesta civila till följd av oprovocerade beskjutningar från arméns sida. 
Barrickaderna bestående av fordon som bussar och lastbilar hade uppförts inför truppernas ankomst på gator och vägar, men kördes lätt över av pansarvagnarna och kunde så tillvida inte utgöra ett hinder. Besköts gjorde även trafikerande bussar med passagerare och till och med lokal polis. Pansarvagnarna körde på personbilarna de mötte oavsett vem som befann sig i dem. Ett antal invånare dödades och skadades av beskjutningar i sina egna hem.  Baku levde under undantagstillstånd under ytterligare några dagar och armén stannade under de kommande veckorna. Ett stort antal människor, bland andra anhängare till Folkfronten, arresterades. 